# Чаговець Петро Миколайович
Петро́ Микола́йович Чагове́ць (12 червня 1937, село Олексіївка Харківської області — 18 червня 1998) — український архітектор, графік.
1965 року закінчив Київський інженерно-будівельний інститут.
Споруди:
- меморіальні комплекси загиблим воїнам у Другу світову війну — в 1941—1945 роках, встановлені в селах Запорізької області:
  - у селі Новопетрівка (1972),
  - у селі Мордвинівка (1988),
  - у селі Канівське (1993),
  - у селі Леваневське (1994),
- музей Дніпрогесу (1976, Запоріжжя).

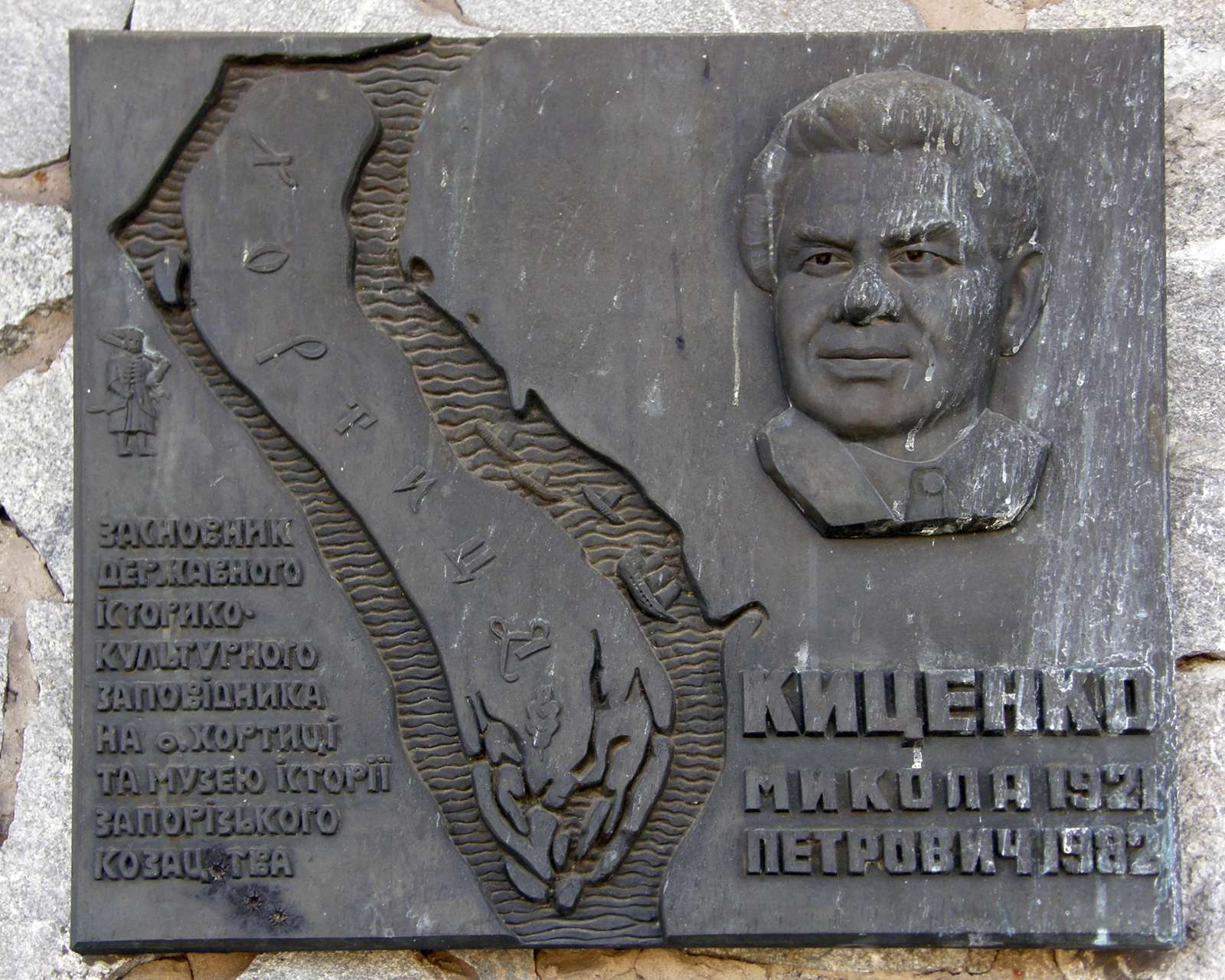
меморіяльна табличка Миколи Киценка на стіні Музею козацтва на Хортиці, 1993

Автор меморіальних дошок, зокрема Григорієві Сковороді в місті Охтирка Сумської області, погрудь, графічних, живописних, медальєрних робіт.